# Gastrectomía
La gastrectomía es la intervención quirúrgica que consiste en la remoción parcial o total del estómago. Actualmente, las principales aplicaciones de la gastrectomía son en el tratamiento del cáncer gástrico y la cirugía para bajar de peso o  cirugía bariátrica.

## Historia
La cirugía experimental del estómago empezó en 1810, cuando Karl Theodor Merrem, un estudiante de la Universidad de Giessen, demostró que podía removerse el píloro de perros exitosamente.
En abril de 1879 Jules-Emile Peán en París realiza la primera pilorectomía y en 1880 Ludwig von Rydygier la efectúa en Chelmo, sin embargo en ambos casos los pacientes mueren precozmente.
El 29 de enero de 1881, el profesor Theodor Billroth junto a Vincenz Czerny, en su clínica en Viena completó la primera gastrectomía parcial exitosa en Therese Heller, una mujer de 44 años que desarrolló un carcinoma a nivel pilórico. Resecó un segmento de estómago distal de 14 centímetros con anastomosis término-terminal del estómago restante al duodeno, es decir una realizando una gastroduodeno anastomosis. Poco después le informaba el procedimiento al editor de la revista Wiener Medizinische Wochenschrift donde se da a conocer el logro. La paciente tuvo una sobrevida de cuatro meses.

## Tipos
Existen distintos tipos de gastrectomía.

### Gastrectomía radical
Consiste en la extirpación de todo el estómago y de los tejidos linfáticos cercanos.

Se realiza principalmente en presencia de cáncer de estómago.

### Gastrectomía total
Consiste en la extracción del estómago, del cardias al píloro.

El muñón de esófago se conecta directamente al íleon o al colon; dilatándose progresivamente, llega a formar una estructura que funcionará como un nuevo estómago (neo-estómago).

Existe también una gastrectomía subtotal con tres tipos de operación:

- Gastrectoenterostomía  Billroth I: conectando duodeno  con el remanente del estómago ( sin el antro ).
- Gastroenterostomía Billroth II: conectando el muñón con la convexidad de una de las primeras asas del yeyuno, que es dispuesta para formar la letra mayúscula griega omega (Ω).
- Gastroenterostomía Billroth III o en Y de Roux: un muñón de estómago se conecta con un extremo seccionado del yeyuno . Por tanto, se conecta el duodeno lateralmente al asa intestinal misma.

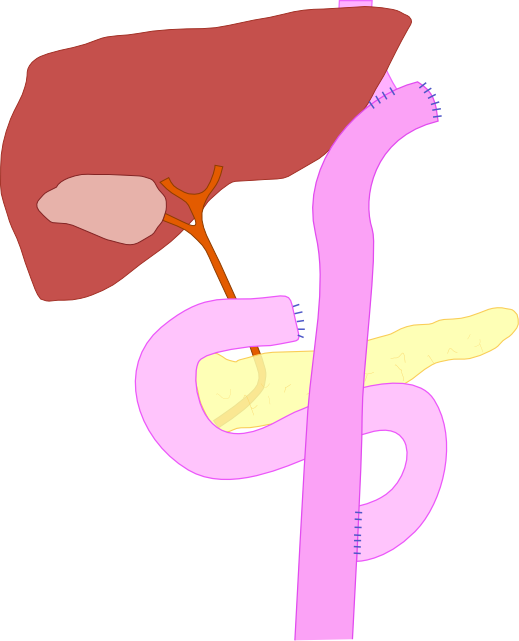
Gastroenterostomía en Y de Roux
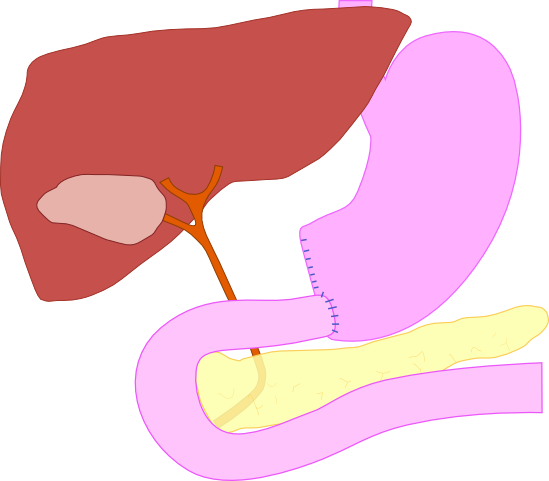
Bilroth I
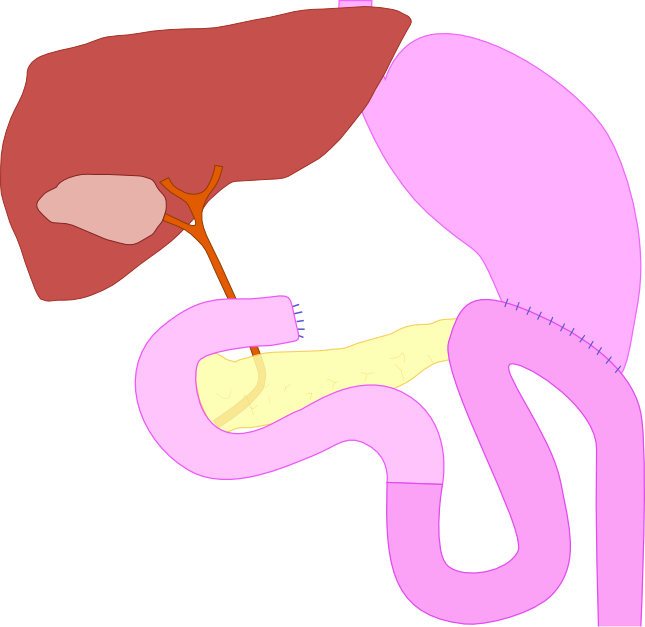
Bilroth II

### Gastrectomía parcial
Consiste en la extirpación de una parte del estómago. 

La gastrectomía parcial puede ser:

- Distal (también llamada antral) donde se quita solo el antro.

- Proximal (Gastrectomía 2/3) donde se quita el antro y el cuerpo dejando solo el fundus.

## Consecuencias
La falta total o parcial del estómago, implica la eliminación o reducción en la producción de jugo gástrico, por lo tanto el paciente gastrectomizado requiere de una alimentación particular. Los alimentos deben ser particularmente digeribles y muy fraccionados a lo largo del día. Simultáneamente a estos se pueden suministrar también enzimas proteolíticas animales o vegetales (tripsina, pepsina, etc.).